# Spore (videogioco 1991)
Spore è un videogioco del 1991 pubblicato come shareware da Flogsoli Productions per MS-DOS.

## Trama
Gli umani hanno scoperto un pianeta abitabile, subito battezzato "Spore", ed alcuni vi si sono insediati. I coloni e tutta la vita su Spore vengono misteriosamente spazzati via, e la Terra riceve un SOS dal pianeta dodici giorni dopo il disastro. Il giocatore è un esploratore solitario che si propone di scoprire il mistero che si cela dietro a tutto ciò.

## Modalità di gioco
Il gioco costituisce una combinazione inusuale: un action con un'avventura testuale, con numerosi puzzle su foglio elettronico.